# Élection législative de 2002 à Wallis-et-Futuna
Les élections législatives françaises de 2002 se déroulent les 9 et 16 juin 2002. Dans la collectivité de Wallis-et-Futuna, un député est à élire dans le cadre d'une circonscription. Le député sortant, Victor Brial, est réélu au second tour face à Penisio Tialetagi, un entrepreneur et commerçant. Cependant, l'élection est annulée par le Conseil Constitutionnel six mois plus tard, donnant lieu à une nouvelle élection partielle en mars 2003. Faute d'avoir présenté leurs comptes de campagne dans le temps imparti, Mikaele Hoatau et Gaston Lutui sont déclarés inéligibles pour un an en décembre 2002.

## Élus
| Circonscription        | Député sortant | Parti | Parti | Député élu ou réélu | Parti | Parti |
| ---------------------- | -------------- | ----- | ----- | ------------------- | ----- | ----- |
| Circonscription unique | Victor Brial   |       | RPR   | Victor Brial        |       | UMP   |

## Contexte

### Résultats de l'élection présidentielle de 2002 par circonscription
| Circonscription | 1er tour | 1er tour | 1er tour    |         | 2d tour | 2d tour |
| Circonscription | Chirac   | Jospin   | Chevènement | Chirac  | Le Pen  |         |
| --------------- | -------- | -------- | ----------- | ------- | ------- | ------- |
| Circonscription |          |          |             |         |         |         |
| 1re             | 50,60 %  | 35,79 %  | 7,50 %      | 92,15 % | 7,85 %  |         |

## Candidats
Les candidats qui ont déposé leur candidature sont, dans l'ordre, les cinq suivants :
- Victor Brial - Union pour un mouvement populaire, ex Union pour la majorité Présidentielle. Ancien président de l'Assemblée territoriale, c'est le député sortant (élu en 1997)[2]. Il appartient à la famille Brial, très impliquée dans l'économie et la politique de Wallis-et-Futuna.
- Penisio Tialetagi, candidat divers gauche. Commerçant et entrepreneur à Wallis, il est novice en politique[2]. Né en 1954 à Futuna, Tialetagi fait ses études en Nouvelle-Calédonie puis travaille à Wallis comme employé de France Câble Radio et comme réparateur de climatisations. En 1986, il ouvre une épicerie à Fiua (Futuna), puis s'installe à son compte en 1989. Il crée une boîte de nuit, puis un magasin de vêtements à Wallis en 1994. En 1997, il ouvre une station service, et deux ans plus tard un supermarché. Il élève également plusieurs centaines de cochons, faisant de lui le premier du secteur. En 2002, il possède le troisième supermarché de Wallis, emploie 45 personnes et son activité ne cesse de s'étendre[3].

- Albert Likuvalu - Parti radical de gauche. Ancien leader du parti Alliance d'opposition à l'UMP locale de Victor Brial et qui s'est depuis fondu dans la toute nouvelle antenne locale du PRG, il est conseiller territorial élu dans le district de Hihifo sur Wallis.
- Gaston Lutui - Front National[2]
- Mikaele Hoatau, candidat divers gauche[2]

## Résultats

### Résultats à l'échelle de la collectivité
| Parti                                                | Parti                             | Premier tour | Premier tour | Second tour | Second tour | Sièges |
| Parti                                                | Parti                             | Voix         | %            | Voix        | %           | Sièges |
| ---------------------------------------------------- | --------------------------------- | ------------ | ------------ | ----------- | ----------- | ------ |
|                                                      | Union pour un mouvement populaire | 2 880        | 40,51        | 3 774       | 50,39       | 1      |
|                                                      | Majorité présidentielle           | 2 880        | 40,51        | 3 774       | 50,39       | 1      |
|                                                      |                                   |              |              |             |             |        |
|                                                      | Divers gauche                     | 2 680        | 37,70        | 3 716       | 49,61       | 0      |
|                                                      | Parti socialiste                  | 928          | 13,05        |             |             | 0      |
|                                                      | Divers gauche                     | 286          | 4,02         | 0           |             |        |
|                                                      | Gauche parlementaire              | 3 894        | 54,77        | 3 716       | 49,61       | 0      |
|                                                      |                                   |              |              |             |             |        |
|                                                      | Front national                    | 335          | 4,71         |             |             | 0      |
|                                                      |                                   |              |              |             |             |        |
| Inscrits                                             | Inscrits                          | 9 376        | 100,00       | 9 375       | 100,00      | 1      |
| Abstentions                                          | Abstentions                       | 2 227        | 23,75        | 1 832       | 19,54       |        |
| Votants                                              | Votants                           | 7 149        | 76,25        | 7 543       | 80,46       |        |
| Blancs et nuls                                       | Blancs et nuls                    | 40           | 0,56         | 53          | 0,7         |        |
| Exprimés                                             | Exprimés                          | 7 109        | 99,44        | 7 490       | 99,3        |        |
| Source : Ministère de l'Intérieur - Wallis-et-Futuna |                                   |              |              |             |             |        |

### Résultats par circonscription
| Candidat                          | Candidat                   | Parti          | Premier tour | Premier tour | Second tour | Second tour |  |
| Candidat                          | Candidat                   | Parti          | Voix         | %            | Voix        | %           |  |
| --------------------------------- | -------------------------- | -------------- | ------------ | ------------ | ----------- | ----------- |  |
|                                   | Victor Brial sortant réélu | UMP            | 2 880        | 40,51        | 3 774       | 50,39       |  |
|                                   | Penisio Tialetagi          | Divers gauche  | 2 680        | 37,7         | 3 716       | 49,61       |  |
|                                   | Albert Likuvalu            | PRG            | 928          | 13,05        |             |             |  |
|                                   | Gaston Lutui               | FN             | 335          | 4,71         |             |             |  |
|                                   | Mikaele Hoatau             | Divers gauche  | 286          | 4,02         |             |             |  |
|                                   |                            |                |              |              |             |             |  |
| Inscrits                          | Inscrits                   | Inscrits       | 9 376        | 100,00       | 9 375       | 100,00      |  |
| Abstentions                       | Abstentions                | Abstentions    | 2 227        | 23,75        | 1 832       | 19,54       |  |
| Votants                           | Votants                    | Votants        | 7 149        | 76,25        | 7 543       | 80,46       |  |
| Blancs et nuls                    | Blancs et nuls             | Blancs et nuls | 40           | 0,56         | 53          | 0,7         |  |
| Exprimés                          | Exprimés                   | Exprimés       | 7 109        | 99,44        | 7 490       | 99,3        |  |
| Source : Ministère de l'Intérieur |                            |                |              |              |             |             |  |

### Analyse
Comme lors des précédentes élections de 1997, Victor Brial renouvelle un mandat sur les bancs de l'Assemblée nationale. On observe un nombre de votes à gauche beaucoup plus important qu'aux dernières élections. 54,77 % de vote en faveur des candidats sous étiquette de gauche alors que ce n'était que 37,5 % en 1997. 

## Contentieux

### Inéligibilité de Mikaele Hoatau et Gaston Lutui
Le 19 décembre 2002, le Conseil Constitutionnel déclare inéligibles Mikaele Hoatau et Gaston Lutui pour se présenter à toute élection pendant un an du fait qu'ils n'ont pas présenté leurs comptes de campagnes deux mois après les élections de juin 2002 comme demandé.

### Annulation
Les élections législatives sont contestées puis invalidées par le conseil constitutionnel le 19 décembre 2002, constatant au second tour 96 émargements irréguliers, supérieurs aux 58 voix d'écart entre Brial et Tialetagi. Des élections partielles sont donc organisées six mois plus tard, le 17 et 24 mars 2003. Victor Brial député sortant, sort victorieux de cette élection avec 52,07 % des voix au second tour. Une nouvelle fois, le conseil constitutionnel est saisi par Kamilo Gata pour des réclamations concernant les procurations et le non-respect du jour de veille par Victor Brial avant le vote. La décision du conseil conclut à un non-lieu.